# Дин Цзюньхуэй
Дин Цзюньхуэй (кит. трад. 丁俊暉, упр. 丁俊晖, пиньинь Dīng Jùnhuī, IPA /tiŋ˥˥ ʨyn˥˩ xueɪ˥˥/; в русскоязычных СМИ встречается транслитерация Дин(г) Джуньху́(й); род. 1 апреля 1987, Исин, Цзянсу) — китайский профессиональный снукерист. Один из самых молодых победителей рейтинговых турниров в истории снукера. Победитель 12 рейтинговых турниров, финалист чемпионата мира 2016 года. Член Зала славы снукера с 2018 года.

## Карьера
Дин начал играть в снукер в возрасте девяти лет, когда от скуки присоединился к своему отцу и его друзьям во время игры. Он тренировался по 8 часов в день и в 2003 году стал лучшим по рейтингу игроком Китая.
Дин приобрёл международную известность в 2002 году, когда выиграл юношеский чемпионат Азии (до 21 года), взрослый чемпионат Азии и юношеский чемпионат мира (до 21 года). У него не было возможности добиться значительных результатов в 2003 году, так как и взрослый, и юношеский чемпионаты Азии были отменены из-за вируса атипичной пневмонии. Тем не менее он смог достичь полуфинала на юниорском чемпионате мира и был награждён Всемирной снукерной ассоциацией допуском в мэйн-тур. Таким образом в сентябре 2003 Дин стал профессионалом.

### Сезон 2003/04
В феврале 2004 Дину был предоставлен уайлд-кард на турнир Мастерс в Лондоне. В первом раунде китайский игрок нанёс поражение на тот момент № 16 в рейтинге — Джо Перри. Однако в следующем раунде он проиграл Стивену Ли, 5:6, после того, как вёл по ходу встречи 5:2. Качество игры юного китайца впечатлило многих комментаторов, которые сразу же нарекли его будущим чемпионом мира.

### Сезон 2004/05
В марте 2005 Дин отметил свой 18-й день рождения попаданием в финал турнира China Open в Пекине, по пути выбив из соревнования нескольких известных игроков из числа топ-16 таких, как Питер Эбдон, Марко Фу и Кен Доэрти. В финале он попал на № 3 в рейтинге, семикратного чемпиона мира Стивена Хендри, и победил со счётом 9:5, сенсационно выиграв свой первый рейтинговый турнир. Этот матч стал рекордным по количеству телезрителей.

### Сезон 2005/06
В декабре 2005 Дин нанёс поражение ещё одной группе игроков из числа топ-16, а именно: Джимми Уайту, Полу Хантеру и снова Джо Перри на пути к финалу другого рейтингового турнира — чемпионата Великобритании. На этот раз в финале его ждала другая легенда снукера — Стив Дэвис. Дин победил со счётом 10:6 и, таким образом, стал первым снукеристом не с Британских островов, которому удалось выиграть этот турнир. Благодаря этой победе его мировой рейтинг повысился с № 60 (№ 62 в начале сезона) до № 31, а после окончания сезона он занял 27-е место в официальном рейтинге. Место в топ-32 означало, что Дину больше не нужно было проходить квалификацию на некоторые турниры, и ему достаточно будет выиграть всего лишь один матч, чтобы попасть на чемпионат мира в Шеффилде.

### Сезон 2006/07
В августе 2006 Дин вышел в финал Northern Ireland Trophy, где встретился с Ронни О'Салливаном. Он победил О’Салливана со счётом 9:6 и завоевал свой третий рейтинговый титул, став всего лишь вторым игроком в истории снукера после Джона Хиггинса, которому удалось достичь подобного успеха, прежде чем ему исполнилось 20 лет. Эта победа повысила его промежуточную позицию в мировом рейтинге до № 5.
14 января 2007 Дин впервые в своей профессиональной карьере сделал максимум. Это произошло в матче открытия престижного турнира Мастерс против Энтони Хэмилтона. Это был всего лишь второй максимум в истории турнира, первый сделал Кирк Стивенс в 1984 году. К тому же, Дин стал самым юным игроком (предыдущий рекорд принадлежал Ронни О'Салливану), которому удалось сделать брейк в 147 очков на телевизионном турнире.
А вот в финале игра Дина не заладилась. Ронни взял уверенный реванш и не дал молодому таланту себя победить, как это случилось в августе. После в общем-то неплохого начала (2:0) последовал разгром — 3:10, и полное доминирование Ронни в матче. Дин страшно расстроился в конце игры, в том числе из-за расистских выкриков в свой адрес со стороны некоторых зрителей, и даже решил прервать матч при счёте 9:3, но Ронни уговорил его доиграть последнюю партию. Надо заметить, что форма Дина после этого события сильно испортилась, и он проиграл в стартовых матчах в Уэльсе, на Мальте, на чемпионате мира и даже в Китае. На ЧМ ему в первом раунде пришлось опять столкнуться с О’Салливаном, и тут у него не было никаких шансов — 2:10. Но Ронни сказал Дину, что тот прогрессирует и приобретает опыт, и добавил: «Я уверен, что если Дин будет стараться, то будет многократным чемпионом мира». Кроме того, Ронни обвинил World Snooker в том, что они намеренно сделали такой посев, чтобы он сыграл с Дином в первом раунде.

### Сезон 2007/08
В сезоне 2007/08 Дин Цзюньхуэй начал понемногу восстанавливать свою игру и побывал в нескольких полу- и четвертьфиналах, однако не сумел защитить титул победителя на Трофее Северной Ирландии. На чемпионате мира китаец в 1/16 в интереснейшем поединке победил Марко Фу, 10:9, но затем проиграл Хендри со счётом 7:13. По результатам сезона он опустился на 11-ю строчку в мировом рейтинге, при том, что раньше был 9-м.

### Сезон 2008/09
В межсезонье Дин стал победителем пригласительного, домашнего для него турнира, Цзянсу Классик. На чемпионате Великобритании 2008 года (16 декабря) он сделал второй за свою карьеру максимальный брейк, но сам матч (это была 1/8 финала) проиграл. Чемпионат мира снова закончился для него в 1/8 финала: после победы над Ляном Веньбо Дин уступил Стивену Хендри. В итоге китайский игрок занял 13-е место в рейтинге.

### Сезон 2009/10
Готовиться к сезону Дин начал ещё летом, снова приняв участие в «домашнем» Jiangsu Classic. Как и в прошлый раз, он дошёл до финала, но на этот раз был буквально разгромлен Марком Алленом — 0:6.
На первом рейтинговом турнире сезона — (Шанхай Мастерс) — Дин дошёл до 1/4-й, и затем уступил будущему победителю турнира, Ронни О’Салливану, 3:5. На следующем турнире — Гран-при — он вышел в финал, но проиграл Нилу Робертсону со счётом 4:9. После восьми фреймов счёт был равным, и, по сути, судьба матча решилась в девятом, продлившемся почти час. При обоюдных шансах верх взял Робертсон, что и предопределило его дальнейший успех. Однако два достойных выступления укрепили позиции Дина в топ-16.
На чемпионате Великобритании 2009 Дин, обыграв Шона Мёрфи, Али Картера и Стивена Магуайра, дошёл до решающего матча, где победил Джона Хиггинса со счётом 10:8. Таким образом, он завоевал свой второй титул победителя этого турнира и первый рейтинговый титул с 2006 года. Спустя несколько месяцев, на турнире China Open 2010 он также вышел в финал, но уступил Марку Уильямсу со счётом 6:10. На чемпионате мира Дин Джуньху в третий раз подряд остановился на стадии 1/8-й, уступив Шону Мёрфи со счётом 10:13. В официальном рейтинге на следующий сезон он занял пятое место.

### Сезон 2010/11
В июне Дин сыграл на Wuxi Classic, где, выигрывая 8:2, всё же проиграл Шону Мёрфи всю игру — 8:9. Пропустив все летние турниры серии РТС, он выиграл 5-й этап в октябре 2010, переиграв в финале Джейми Джонса. А в январе 2011 Дин впервые в карьере выиграл Мастерс, победив Марко Фу, 10:4. Получив главный приз Дин пополнил список снукерных «миллионеров».
На чемпионате мира 2011 Дин наконец преодолел барьер 1/8 финала. После уверенной победы в первом раунде он едва не уступил Стюарту Бинэму во втором — уступая 9:12, Дин всё же выиграл матч в решающей партии (13:12). В четвертьфинале он победил Марка Селби со счётом 13:10, но в матче за выход в финал проиграл Джадду Трампу, 15:17, выигрывая по ходу игры 15:14. В рейтинге на следующий сезон Дин поднялся на 4-е место, во многом благодаря этому выступлению в Крусибле.

## Личная жизнь
Дин поступил в Шанхайский университет Цзяо Тонг в 2006 году, чтобы изучать деловое администрирование и менеджмент. Он давний житель Шеффилда, Англия. Тренируется в Английском институте спорта в Шеффилде.
Мать Дина, Чэнь Сицзюань, скончалась от рака в январе 2017 года в возрасте 55 лет. Дин Цзюньхуэй женился в 2014 году. Его жена Чжан Юаньюань в 2018 году родила дочь.

## Рекорды
- Дину долгое время принадлежал рекорд в 495 безответных очков (матч Премьер-лиги 2007 против Стивена Хендри)[13]. Побит он был лишь в январе 2014 года на турнире Мастерс Ронни О’Салливаном в матче против Рикки Уолдена.
- Дин стал самым молодым исполнителем максимального брейка, показанного по телевидению (19 лет и 7 месяцев).
- Дин делит с Ронни О'Салливаном рекорд по достижению ста сенчури-брейков: на это обоим понадобилось всего 5 сезонов.
- В сезоне 2013/2014 выиграл 3 больших рейтинговых турнира подряд: Шанхай Мастерс, Indian Open и International Championship. Это первый случай c 1994 года. Позже прибавил к ним победы на German Masters 2014 и China Open 2014. Это повторение рекорда Стивена Хендри, выигрывавшего 5 турниров в сезоне 1990/91.

## Победы на турнирах

### Рейтинговые турниры
- China Open — 2005, 2014
- Чемпионат Великобритании — 2005, 2009, 2019
- Трофей Северной Ирландии — 2006
- Players Tour Championship — 2010 (5 этап)(низко рейтинговый)
- Welsh Open — 2012
- Шанхай Мастерс — 2013, 2016
- Indian Open — 2013
- International Championship — 2013
- German Masters 2014
- Yushan World Open 2017[14]

### Нерейтинговые турниры
- Мастерс — 2011
- Jiangsu Classic — 2008
- Мировая серия 2008—2009. 3 тур, Варшава
- Кубок мира (в составе сборной Китая) — 2011

### Любительские турниры
- Чемпионат Азии по снукеру среди игроков до 21 года — 2002
- Чемпионат мира по снукеру среди игроков до 21 года — 2002
- Чемпионат Азии по снукеру — 2002

## Серийность
| Season    | Centuries | CP | Frames/Centuries | FP | Highest Break | Frames/70’s (70/F*100 %) | Frames/50’s (50/F*100 %) | Rank |
| --------- | --------- | -- | ---------------- | -- | ------------- | ------------------------ | ------------------------ | ---- |
| 2003—2004 | 17        | 6  | 15,53            | 8  | 137           |                          |                          | E    |
| 2004—2005 | 22        | 3  | 10,82            | 4  | 141(2)        |                          |                          | D    |
| 2005—2006 | 32        | 1  | 9,94             | 1  | 135(2)        | 4,82 (20,7 %)            | 2,97 (33,7 %)            | B-   |
| 2006—2007 | 22        | 3  | 12,09            | 4  | 147           | 4,59 (21,8 %)            | 2,74 (36,5 %)            | B+   |
| 2007—2008 | 27        | 4  | 9,85             | 3  | 143           | 4,29 (23,3 %)            | 2,71 (36,9 %)            | A    |
| 2008—2009 | 23        | 4  | 12,83            | 7  | 147           | 4,4 (22,7 %)             | 2,61 (38,3 %)            | B+   |
| 2009—2010 | 29        | 3  | 10,03            | 1  | 137(3)        | 4,04 (24,8 %)            | 2,72 (36,8 %)            | B+   |
| 2010—2011 | 39        | 2  | 11,59            | 3  | 138           | 4,76 (21 %)              | 2,63 (38 %)              | B    |
| 2011—2012 | 30        | 7  | 14               | 7  | 147(2)        | 4,62 (21,6 %)            | 2,75 (36,4 %)            | A-   |
| 2012—2013 | 57        | 2  | 9,32             | 2  | 147           | 4,02 (24,9 %)            | 2,45 (40,8 %)            | U-   |
| 2013—2014 | 62        | 2  | 10,23            | 3  | 146           | 3,82 (26,2 %)            | 2,26 (44,2 %)            | U+   |
| 2014—2015 | 23        | 11 | 13,96            | 7  | 136           | 5,53 (18,1 %)            | 2,87 (34,8 %)            | C    |
| 2015—2016 | 32        | 7  | 11,91            | 7  | 147           | 3,93 (25,4 %)            | 2,37 (42,2 %)            | U-   |
| 2016—2017 | 36        | 11 | 11,72            | 6  | 142           | 4,44 (22,5 %)            | 2,36 (42,4 %)            | A    |
| 2017—2018 | 25        | 18 | 13,64            | 18 | 138           | 4,67 (21,4 %)            | 2,49 (40,2 %)            | B    |
| 2018—2019 | 26        | 20 | 14,81            | 21 | 139(2)        | 5,42 (18,5 %)            | 3,03 (33 %)              | C    |

| Обозначения** |
| Менее 35 % тура показывает подобный уровень серийности или выше (F/70’s = 5,51 — 7 \|\| F/50’s = 2,91 — 3,3).    |
| Менее 20 % тура показывает подобный уровень серийности или выше (F/70’s = 4,71 — 5,5 \|\| F/50’s = 2,61 — 2,9).  |
| Менее 10 % тура показывает подобный уровень серийности или выше (F/70’s = 4 — 4,7 \|\| F/50’s = 2,36 — 2,6).     |
| Менее 5 % тура показывает подобный уровень серийности или выше (F/70’s = 3,71 — 3,99 \|\| F/50’s = 2,21 — 2,35). |

Centuries — количество сотенных серий за сезон.
CP — место по количеству сотенных серий относительно других игроков.
Frames/Centuries — количество фреймов, затраченных на выполнение одной сотенной серии.
FP — место по количеству фреймов, затраченных на выполнение одной сотенной серии, относительно других игроков.
Highest Break — наивысший брейк.
Frames/70’s (70/F*100 %) — количество фреймов, затраченных на выполнение одного брейка в 70 и более очков, а также процент фреймов, проведённых с такой серией.
Frames/50’s (50/F*100 %) — количество фреймов, затраченных на выполнение одного брейка в 50 и более очков, а также процент фреймов, проведённых с такой серией.
Rank — общий уровень серийности на основании всех показателей (F , E , D, C — высокая, B — очень высокая, A — выдающаяся, U, S).
* При подсчёте места учитываются только те игроки, кто сыграл за сезон 100 фреймов и более.
** Все сравнения сделаны относительно уровня игры в снукер 2011—2019 годов.